# Танака Тікао
Тана́ка Тікао́ (яп. 田中千禾夫, たなかちかお; 1905—1995) — японський письменник, драматург. 

## Життєпис
Народився в префектурі Наґасакі. 
Закінчив університет Кейо. Член Японської академії мистецтв. 
Здобув славу завдяки п'єсі «Матінка». Брав участь у створенні театральної трупи «Літературний цех». Після Другої світової війни вступив до іншої трупи «Акторський цех». 
Нагороджений літературною премією Йоміурі в номінації «освіта», а також театральною премією Кісіди за п'єсу «Голова Марії». 
Серед інших значних праць: «Життя хмаринки», «Ржанки» тощо.